# Museu de Arte Joseon
Museu de Arte Josen ou Galeria de Arte Coreana (em coreano: 조선미술박물관; hanja: 朝鮮美術博物館) é um museu nacional de arte situado no lado sul da Praça Kim Il-sung em Chung-guyok, Pyongyang, Coreia do Norte. É o maior museu de arte do país e foi inaugurado em 28 de setembro de 1954.

## Características
É difícil encontrar uma instituição cultural nomeada como museu de arte que não seja o Museu de Arte Joseon. A Coreia do Norte estabeleceu este museu como um tipo Juche com altos padrões culturais ao coletar, preservar e distribuir relíquias de arte criadas por nossos ancestrais e obras de alta qualidade ideológica e artística criadas após a libertação da Coreia.
O prédio é tem uma neoclássico e moderno, tem 3 andares com 22 salas de exibição, uma sala de exposições, uma sala para preservação de obras e uma sala de estudo de obras de arte que exibe uma ampla gama de arte, incluindo pintura a óleo, gravuras, esculturas e artes industriais. É o maior museu de arte da Coreia do Norte, exibindo de tudo, desde arte antiga à arte contemporânea, e pode ser considerado o único museu de arte da Coreia do Norte. O telhado no lado da rua é decorado com uma grande réplica da bandeira do Comandante Supremo do Exército Popular da Coreia. Esta galeria preserva mais de 900 de preciosas obras antigas e obras criadas desde a Dinastia Joseon até a luta revolucionária anti-japonesa e a libertação da Coreia. Imagens e desenhos de cerâmica produzidos no período da Dinastia Joseon, que duraram mais de 500 anos, a partir do final do século XIV, estão em exibição. Também existem obras que retratam a ideia revolucionária do presidente Kim Il Sung e do líder Kim Jong Il.
O Museu de Arte Joseon foi reaberto após uma renovação completa em abril de 2010.

## Galeria

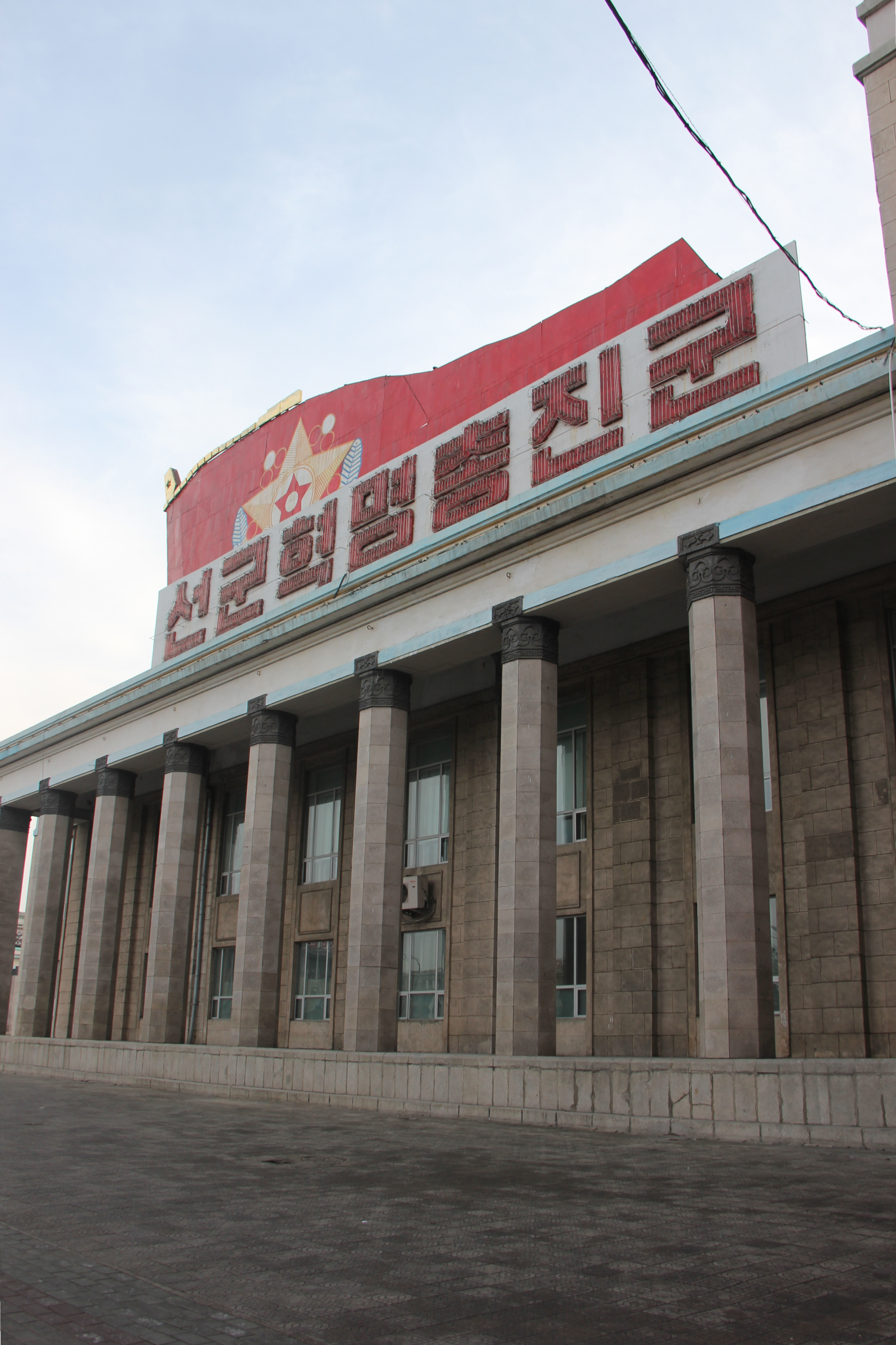
O lado do museu com a réplica da bandeira do Comandante Supremo do Exército Popular da Coreia
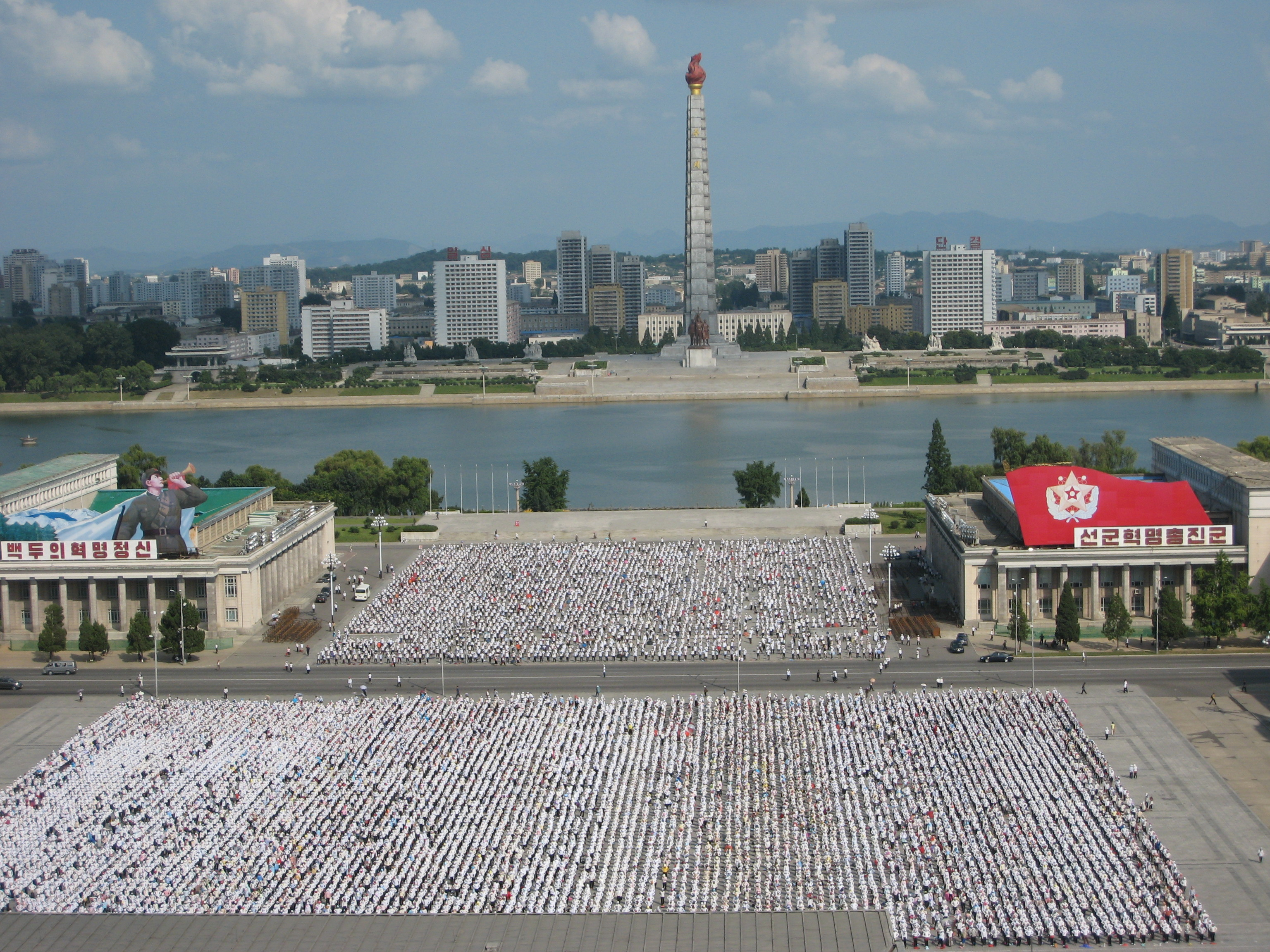
A galeria (à direita da foto) localizada na Praça Kim Il-sung, em frente ao Museu Central de História da Coreia (à esquerda)
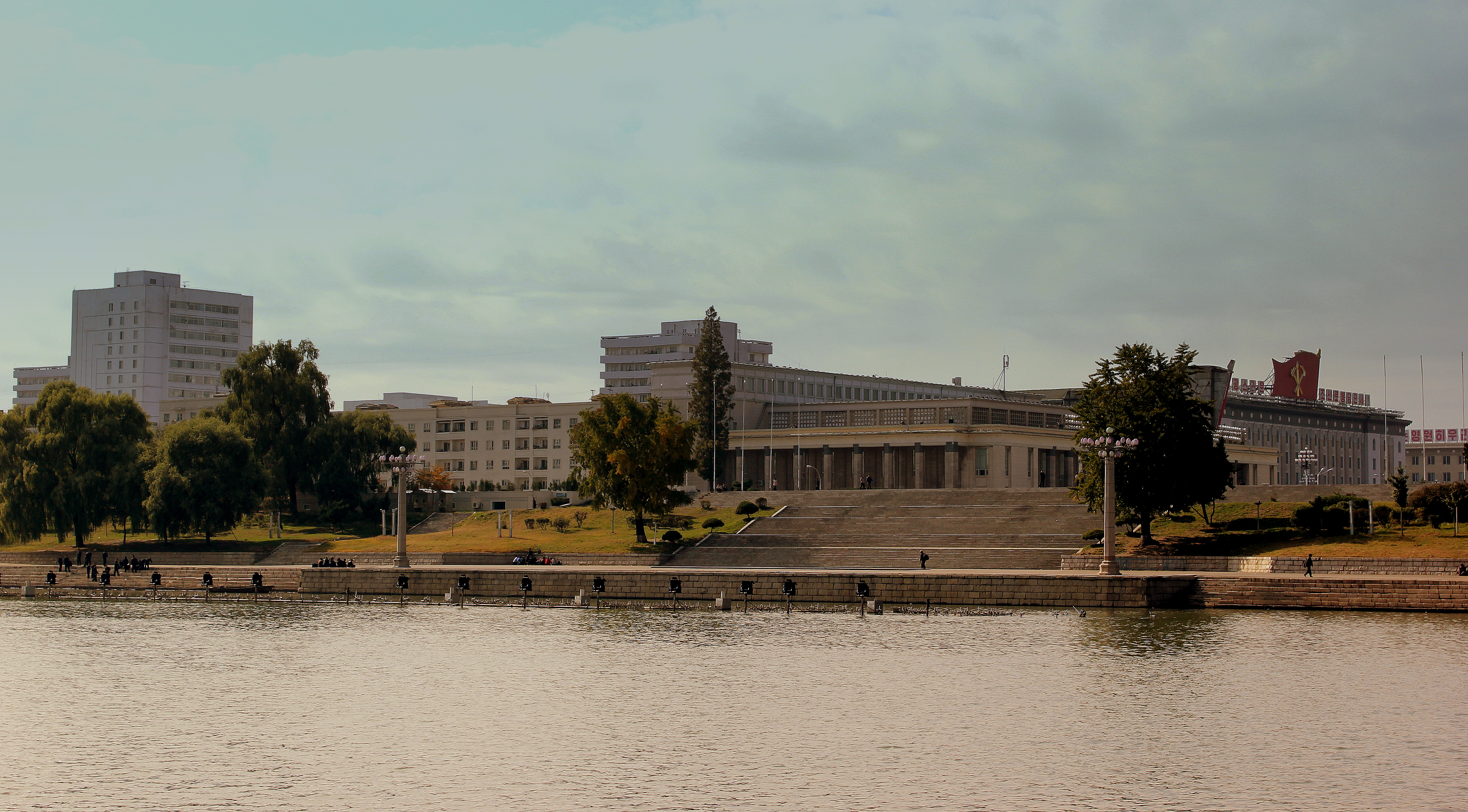